# Dolany (district de Pardubice)
Pour les articles homonymes, voir Dolany.
Dolany (en allemand : Dollan) est une commune du district et de la région de Pardubice, en République tchèque. Sa population s'élevait à 440 habitants en 2024.

## Géographie
Dolany se trouve à 11 km au nord-ouest de Pardubice, à 15 km au sud-ouest de Hradec Králové et à 90 km à l'est de Prague.
La commune est limitée par Osičky, Osice et Plch au nord, par Staré Ždánice et Stéblová à l'est, par Lázně Bohdaneč au sud, et par Křičeň et Rohoznice à l'ouest.

## Histoire
La première mention écrite du village date de 1073.

## Transports
Par la route, Dolany se trouve à 12 km de Pardubice, à 19 km de Hradec Králové et à 105 km de Prague. 